# Super ShowDown 2020
Super ShowDown (2020) was een professioneel worstel-pay-per-view (PPV) en WWE Network evenement dat georganiseerd werd door WWE voor hun Raw en SmackDown brands. Het was de 3e editie van Super ShowDown en vond plaats op 27 februari 2020 in het Mohammed Abdu Arena in Riyad, Saoedi-Arabië. Dit was tevens het 5e evenement onder WWE's 10-jarige partnerschap ter ondersteuning van Saudi Vision 2030.

## Matches
| Nr. | Match                                                                             | Winnaar(s)                   | Opmerkingen                                                                         | Bron  |
| --- | --------------------------------------------------------------------------------- | ---------------------------- | ----------------------------------------------------------------------------------- | ----- |
| 1P  | The O.C. (Luke Gallows & Karl Anderson) vs. The Viking Raiders (Erik & Ivar)      | The O.C.                     | Tag Team match.                                                                     | [ 2 ] |
| 2   | Gauntlet match voor het Tuwaiq Mountain Trophy                                    | The Undertaker               | The Undertaker won van A.J. Styles, Andrade, Bobby Lashley, Erick Rowan en R-Truth. | [ 2 ] |
| 3   | The Miz & John Morrison vs. The New Day (Big E & Kofi Kingston) (c)               | The Miz & John Morrison (nc) | Tag Team match voor het WWE SmackDown Tag Team Championship.                        | [ 2 ] |
| 4   | Angel Garza vs. Humberto Carrillo                                                 | Angel Garza                  | Eén-op-één match.                                                                   | [ 2 ] |
| 5   | Seth Rollins & Murphy (c) vs. The Street Profits (Angelo Dawkins and Montez Ford) | Seth Rollins & Murphy        | Tag Team match voor het WWE Raw Tag Team Championship.                              | [ 2 ] |
| 6   | Mansoor vs. Dolph Ziggler                                                         | Mansoor                      | Eén-op-één match.                                                                   | [ 2 ] |
| 7   | Brock Lesnar (met Paul Heyman) (c) vs. Ricochet                                   | Brock Lesnar                 | Eén-op-één match voor het WWE Championship.                                         | [ 2 ] |
| 8   | Roman Reigns vs. King Corbin                                                      | Roman Reigns                 | Steel Cage match.                                                                   | [ 2 ] |
| 9   | Bayley (c) vs. Naomi                                                              | Bayley                       | Eén-op-één match voor het WWE SmackDown Women's Championship.                       | [ 2 ] |
| 10  | Goldberg vs. "The Fiend" Bray Wyatt (c)                                           | Goldberg (nc)                | Eén-op-één match voor het WWE Universal Championship.                               | [ 2 ] |